# 佩里 (內布拉斯加州)
佩里（英語：Perry）是位於美國內布拉斯加州雷德威洛縣的非建制地區。

## 地理
佩里所處的海拔為高於海平面769米（即2523英呎），而該地所採用的時區為UTC-6，即北美中部时区（CST）。同時該地設有夏令時間，為UTC-6調快一小時，即UTC-5（CDT）。